# Manfred Max-Neef
Manfred Arthur Max-Neef (Valparaíso, 26 ottobre 1932 – Valdivia, 8 agosto 2019) è stato un economista cileno.
Manfred Arthur Max-Neef è principalmente noto per il suo modello umano di sviluppo basato sui bisogni umani fondamentali. Ha iniziato la sua carriera come insegnante di Economia all'Università della California - Berkeley all'inizio degli anni '60.

## Biografia
Manfred Arthur Max-Neef viaggia attraverso l'America Latina e gli Stati Uniti, come professore in varie università, così come vive per la ricerca sulla povertà. Ha lavorato alla risoluzione del problema dello sviluppo nel terzo mondo, descrivendo l'improprietà dei modelli convenzionali di sviluppo, che conducono alla povertà, al debito ed ai disastri ecologici per le comunità del terzo mondo.
Nel 1981, Manfred Arthur Max-Neef ha scritto From the Outside Looking In: Experiences in Barefoot Economics, una descrizione del suo viaggio fra i poveri nel Sudamerica. Nello stesso anno, ha fondato il CEPAUR (centro per le alternative di sviluppo).
Nel 1983, Manfred Arthur Max-Neef ha vinto il Right Livelihood Award, conosciuto come il premio Nobel alternativo, per il suo lavoro nelle zone povere e nei paesi in via di sviluppo.
Nel 1993 Manfred Arthur Max-Neef si è presentato come candidato indipendente alla presidenza del Cile raggiungendo il quarto posto con 5,55% dei voti.
Successivamente è stato nominato rettore della Universidad Austral de Chile in Valdivia. Mansione ricoperta dal 1994 al 2002.
Ha conseguito la laurea Honoris Causa alla Universita di Giordania.
Ha ricevuto nell'Agosto 2008 il Kenneth Boulding Award, la massima onorificenza del ISEE (International Society for Ecologic Economics).
Il 10 maggio 2009, ha conseguito la laurea Honoris Causa nelle lettere umanitarie al 158º corso presso la Saint Francis University (Loretto, Pennsylvania).
Era membro dell'Accademia europea delle scienze e delle arti, del Club di Roma, del New York Academy of Sciences e del Leopold Kohr Academy of Salzburg.

## Teoria dei nove bisogni fondamentali
- bisogno di cure per il corpo
- bisogno di sicurezza
- bisogno di creatività
- bisogno di intimità
- bisogno di gioco
- bisogno di riposo
- bisogno di autonomia
- bisogno di senso
- bisogno di benessere fisico, protezione e riparo del corpo[1][2]

## Pubblicazioni
- 1981 From the Outside Looking In: Experiences in Barefoot Economics
- 1991 Human Scale Development, Apex Press
- 1992 con Paul Ekins, Real-Life Economics: Understanding Wealth Creation
- Lo sviluppo su scala umana, 2011, Slow Food Editore